# Rain (filme)
Rain (bra: O Pecado da Carne) é um filme pre-Code estadunidense de 1932, do gênero drama, dirigido por Lewis Milestone, e estrelado por Joan Crawford. O roteiro de Maxwell Anderson foi baseado no conto "Miss Thompson" (mais tarde renomeado para "Rain"), de 1921, escrito por W. Somerset Maugham; e na peça teatral homônima de 1922, de John Colton e Clemence Randolph.
Crawford foi emprestada para a United Artists para estrelar na produção. A atriz Jeanne Eagels interpretou o papel nos palcos. Outras versões cinematográficas da história incluem: um filme mudo intitulado "Sadie Thompson" (1928), estrelado por Gloria Swanson, e "Miss Sadie Thompson" (1953), estrelado por Rita Hayworth.

## Sinopse
Um navio rumo ao oeste a caminho de Apia, Samoa, fica temporariamente encalhado nas proximidades de Pago Pago devido a um possível surto de cólera a bordo. Entre os passageiros estão Alfred Davidson (Walter Huston), um missionário hipócrita, sua esposa (Beulah Bondi) e Sadie Thompson (Joan Crawford), uma prostituta. Thompson passa o tempo festejando e bebendo com os fuzileiros navais estadunidenses que estão na ilha. Seu comportamento selvagem logo se torna mais do que os Davidsons conseguem suportar, então Alfred confronta Sadie, dizendo que vai salvar sua alma por meio de uma conversão religiosa, embora a própria moral dele seja extremamente duvidosa.

## Elenco
- Joan Crawford como Sadie Thompson
- Walter Huston como Alfred Davidson
- William Gargan como Sargento Tim O'Hara
- Beulah Bondi como Sra. Davidson
- Walter Catlett como Mestre Bates
- Fred Howard como Hodgson
- Ben Hendricks, Jr. como Griggs
- Matt Moore como Dr. Robert MacPhail
- Kendall Lee como Sra. MacPhail
- Mary Shaw como Ameena
- Guy Kibbee como Joe Horn

## Recepção
"Rain" não foi bem recebido – crítica ou financeiramente – após seu lançamento inicial. O papel sem glamour de Crawford e a história ousada (que contém a hipocrisia religiosa como seu tema principal) pegaram o público da era da Grande Depressão desprevenido.
O Motion Picture Herald comentou:
"Como os produtores fizeram uma tentativa tão forte de estabelecer a imponência severa da história, ela é bastante lenta. Em seu impulso para se tornar poderoso, parece ter perdido a centelha da espontaneidade ... Joan Crawford e Walter Huston estão satisfatórios".
A revista Variety escreveu: Acontece que foi um erro atribuir o papel de Sadie Thompson a Srta. Crawford. Ele a mostra desfavoravelmente. O significado dramático de tudo isso está além do alcance dela ... O [diretor] Milestone tentou alcançar a ação com a câmera, mas desgasta as testemunhas com palavras. A aparência de Joan Crawford como a dama da luz é extremamente bizarra. As mulheres de calçada não se enganam tão fantasticamente assim. A favor comercial de Rain está a reputação geral do tema e os seguidores pessoais de Srta. Crawford, mas o produto final também não ajudará".

### Bilheteria
De acordo com os registros da United Artists, o filme arrecadou US$ 538.000 nacionalmente e US$ 166.000 no exterior, totalizando US$ 704.000 mundialmente. A produção fez o estúdio perder dinheiro, com um prejuízo de US$ 198.000.

## Direitos autorais
Em 1960, o filme entrou em domínio público nos Estados Unidos, já que os reclamantes não renovaram seu registro de direitos autorais no 28.º ano após seu lançamento.